# Parc des Oiseaux
Koordinaten: 45° 59′ 35,8″ N, 5° 1′ 36″ O

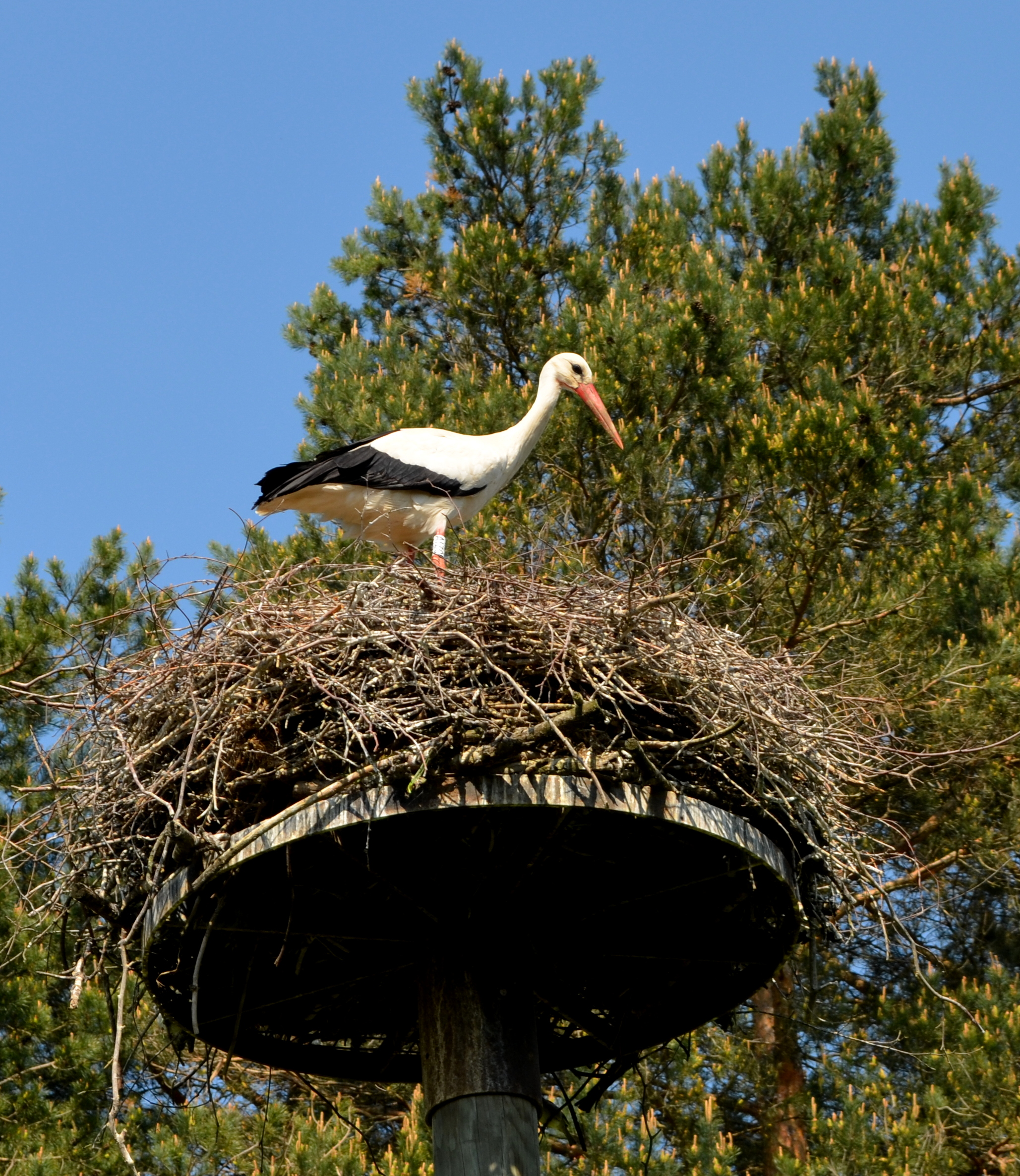
Weißstorchennest im Park

Der Parc des Oiseaux ist ein Vogelpark, der sich in der französischen Stadt Villars-les-Dombes im Département Ain in der Region Auvergne-Rhône-Alpes befindet. Die Großstadt Lyon liegt rund 30 Kilometer entfernt im Südwesten. Der Park ist bei der European Association of Zoos and Aquaria (EAZA) und der World Association of Zoos and Aquariums (WAZA) akkreditiert. Im Jahr 2022 besuchten rund 245.000 Personen den Zoo.

## Geschichte
Die Geschichte des Vogelparks beginnt in den 1960er Jahren, als eine geschützte Parkfläche auf dem Gebiet von Dombes eingerichtet wurde. Die Parkanlagen verzeichneten sogleich viele Besucher und es wurde beschlossen, auf einem Teil des Geländes einen Vogelpark einzurichten, der dann am 26. September 1970 eröffnete. Jährlich wurden rund 250.000 Besucher gezählt. Diese Tatsache ermöglichte den Bau großer Volieren und einer Pinguinanlage. Als die Besucherzahlen in den 1990er Jahren zurückgingen, wurden Modernisierungsmaßnahmen beschlossen, wofür ein Investitionsvolumen in Höhe von 60 Millionen Franken bereitgestellt wurde. 2003 hat das Kulturministerium den Vogelpark als Kulturerbe in Frankreich klassifiziert und als eine Stätte von kulturellem, historischem und wissenschaftlichem Interesse bezeichnet.
Der Parc des Oiseaux war mehrfach Start- bzw. Zielort bedeutender Radsport-Etappenrennen. So war er 2014 Ziel eines Einzelzeitfahrens beim Critérium du Dauphiné 2013 sowie jeweils Startort des Critérium du Dauphiné 2011 sowie des Critérium du Dauphiné 2017. Bei der nationalen Mehretappenfahrt Tour de l’Ain war der Park oftmals Startort einer Etappe. Mit den Organisatoren der Tour de France wurde vereinbart, die 14. Etappe der Tour de France 2016 im Parc des Oiseaux enden zu lassen.

## Anlagenkonzept
Der Parc des Oiseaux befindet sich auf einer 35 Hektar großen Fläche innerhalb eines ca. 380 Hektar umfassenden Parkgeländes. Im Zentrum des Vogelparks befindet sich ein großer See, um den herum die einzelnen Freifluganlagen und Volieren gruppiert sind. Für die Humboldt-Pinguine ist eine besonders große Anlage mit Brutplätzen an Land und Aufenthaltsmöglichkeiten zu Wasser angelegt. Die zahlreichen Pelikane werden von einem Steg aus gefüttert und benötigen fast 1 kg Fisch pro Tag. Für die Besucher wird mehrmals täglich eine Flugschau im Théâtre du ciel oder im offenen, halbkreisförmigen Amphitheater, u. a. mit Greifvögeln und Papageien veranstaltet.

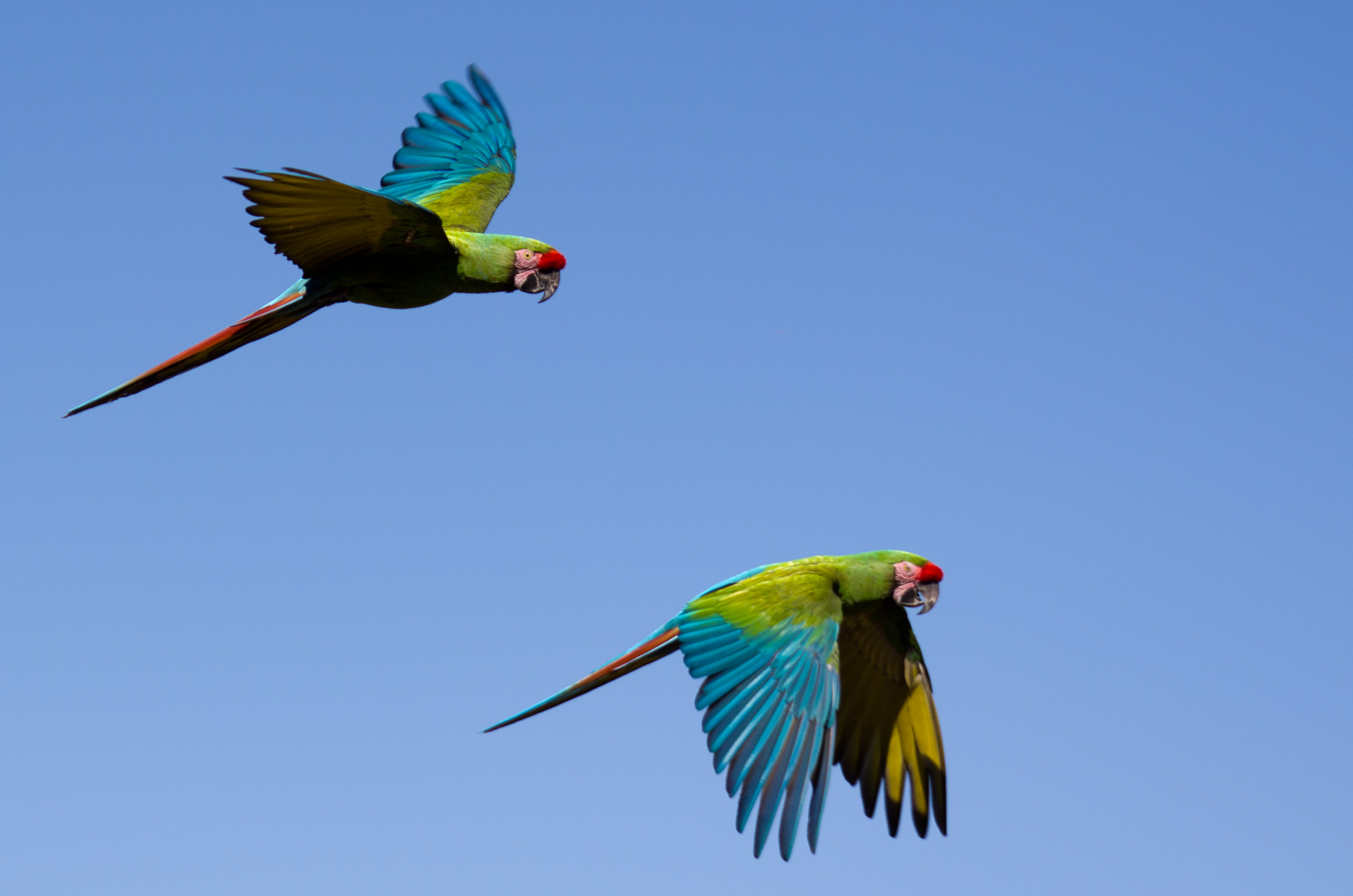
Bechsteinaras
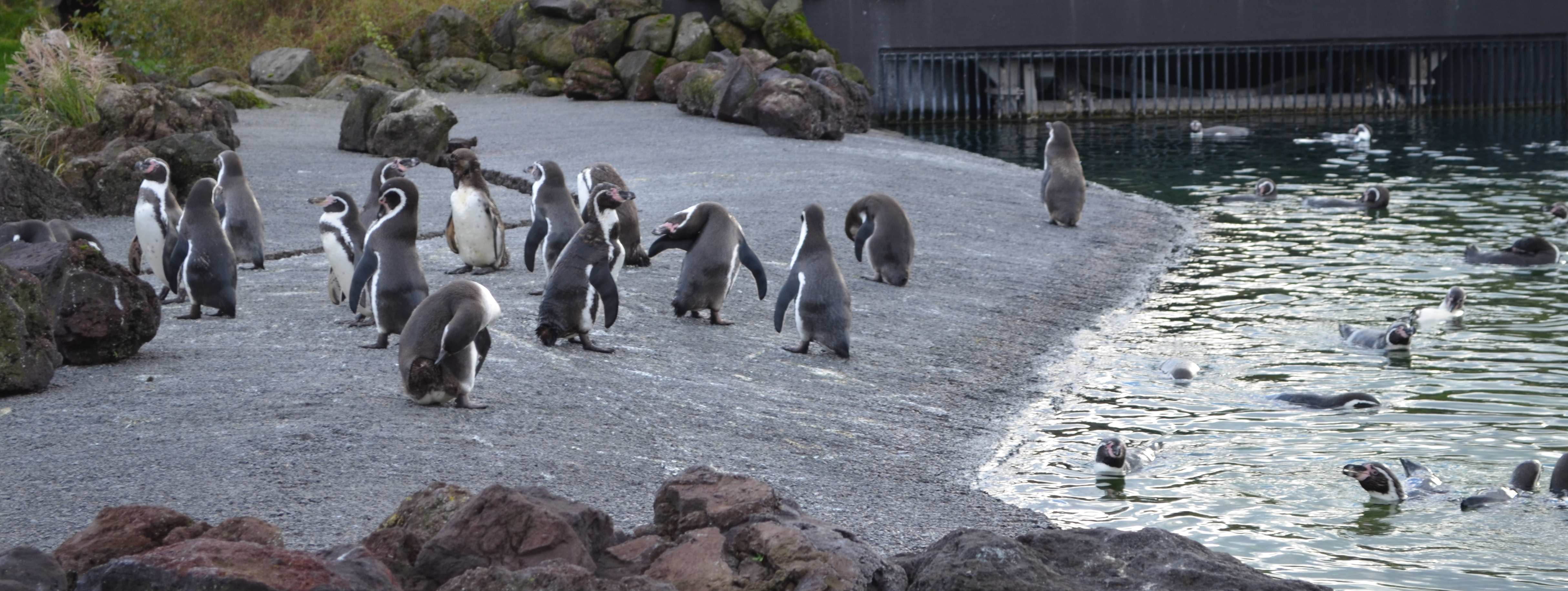
Humboldt-Pinguin-Anlage
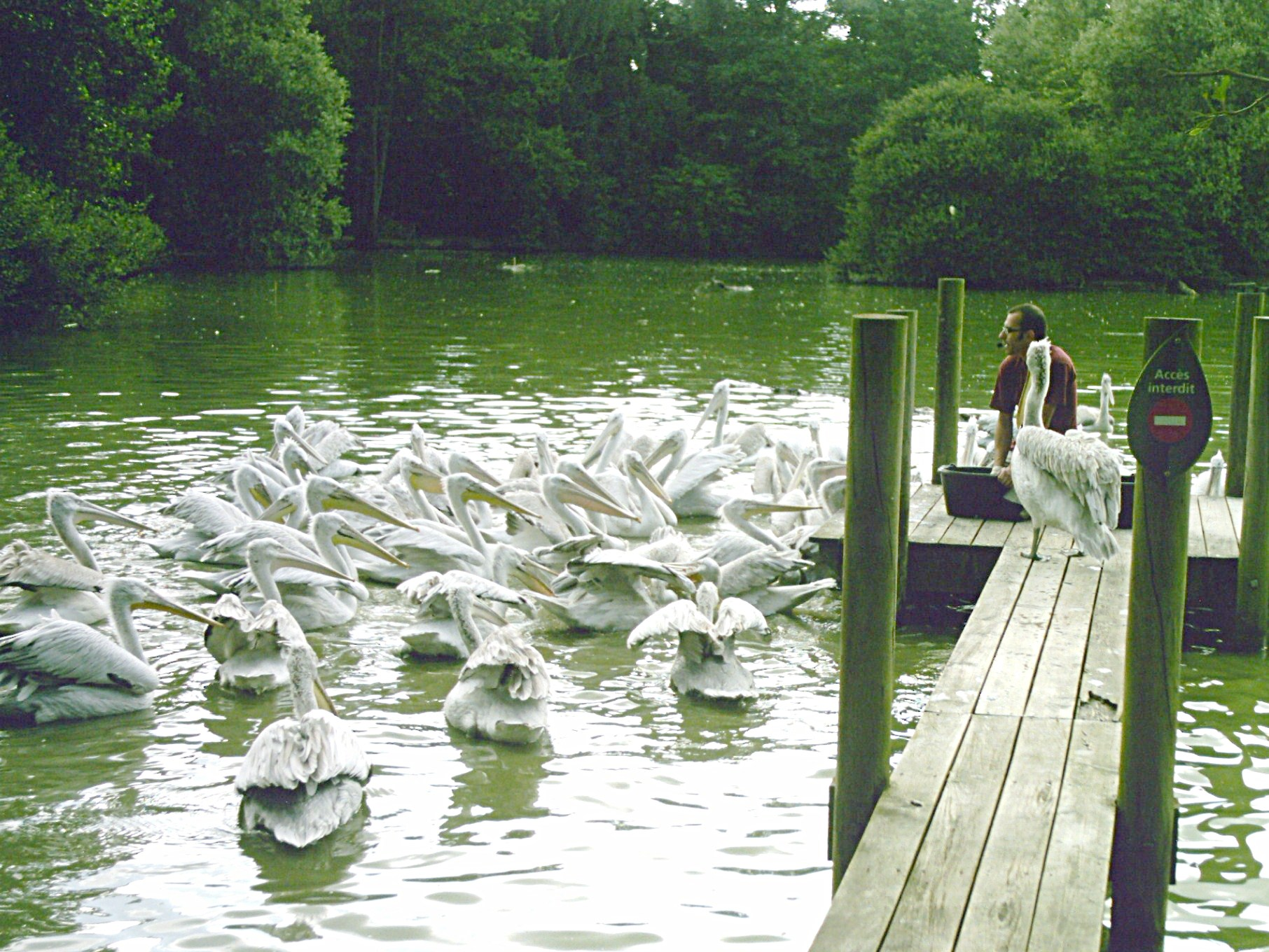
Fütterung der Pelikane

Im Park wurde ein 27 Meter hoher Turm errichtet, von dem ein Panoramablick über die Anlagen möglich ist. Bei Dunkelheit wird zuweilen eine Show angeboten, bei der der Turm und weitere Parkbereiche in verschiedenen Farben beleuchtet sind. Mit Lichtspielen, Lasern, Wasserfontänen und Videoprojektionen wird eine besondere Atmosphäre erzeugt. Um die Tiere nicht zu stören, werden sie während der Show in abgeschirmten, für die Öffentlichkeit nicht zugänglichen Räumen untergebracht.

## Tierbestand
Im Parc des Oiseaux werden rund 2000 Vögel mit 250 Arten gezeigt. Es werden Vögel aller Kontinente gehalten. Einige Arten, beispielsweise Weißstörche leben völlig frei auf dem Gelände. Als einzige Säugetierarten werden Parmawallabys sowie Flughunde und einige Haustiere auf dem Gelände gezeigt. Der Park ist ständig bemüht, weitere Vogelarten zu präsentieren. Es ist geplant, ein neues Gebiet des Parks zu gestalten, das „die Vögel der Extreme“ zeigen soll. Dazu werden Vogelarten aus einer extremen kalten Umgebung sowie aus  heißen Wüstengebieten angeschafft.

## Schutz- und Arterhaltungsprogramme
Untersuchungen ergaben, dass ca. 40 % der etwa 11.000 bekannten Vogelarten auf der Welt im Rückgang begriffen sind. 13 % der Arten sind vom Aussterben bedroht. 33 % der heimischen Vogelarten Frankreichs sind innerhalb von 15 Jahren verschwunden. Angesichts dieser Sachlage verstärkt der Parc des Oiseaux seine Maßnahmen zugunsten gefährdeter Vogelarten. So wurde beispielsweise ein Barnabé-Programm genanntes Projekt gegründet, das sich insbesondere mit der Erhaltung von drei europäischen Arten befasst: dem Mönchsgeier, dem Bartgeier und der Zwergtrappe. Barnabé ist der Name eines jungen männlichen Mönchsgeiers, der im Frühjahr 2019 im Parc des Oiseaux geboren wurde und der im Alter von zweieinhalb Monaten in Bulgarien ausgewildert wurde.
Ein weiteres Projekt befasst sich mit der Wiederansiedlung des Waldrapp. 2022 wurden sieben dieser Vögel aufgezogenen, die nach einem Monat Anpassungszeit an andere Artgenossen mit diesen zusammen in ein andalusisches Überwinterungsgebiet aufbrachen. Der Krauskopfpelikan wird ebenfalls im Rahmen des Barnabé-Programms gezüchtet. 1981 reproduzierte diese Art zum ersten Mal auf der Welt in Gefangenschaft. Mehr als die Hälfte der in Europa gemeldeten Geburten fanden seitdem im Parc des Oiseaux statt.
Je nach der Verfügbarkeit geeigneter Zuchtpaare werden weitere Vogelarten im Park gezüchtet. Dazu werden etwa zwanzig Volieren und Freiflächen sowie spezielle Aufzucht- und Technikräume sowie eine Tierklinik eingerichtet.

## Galerie
Die nachfolgende Bildauswahl zeigt einige Vögel aus dem Bestand des Parc des Oiseaux:

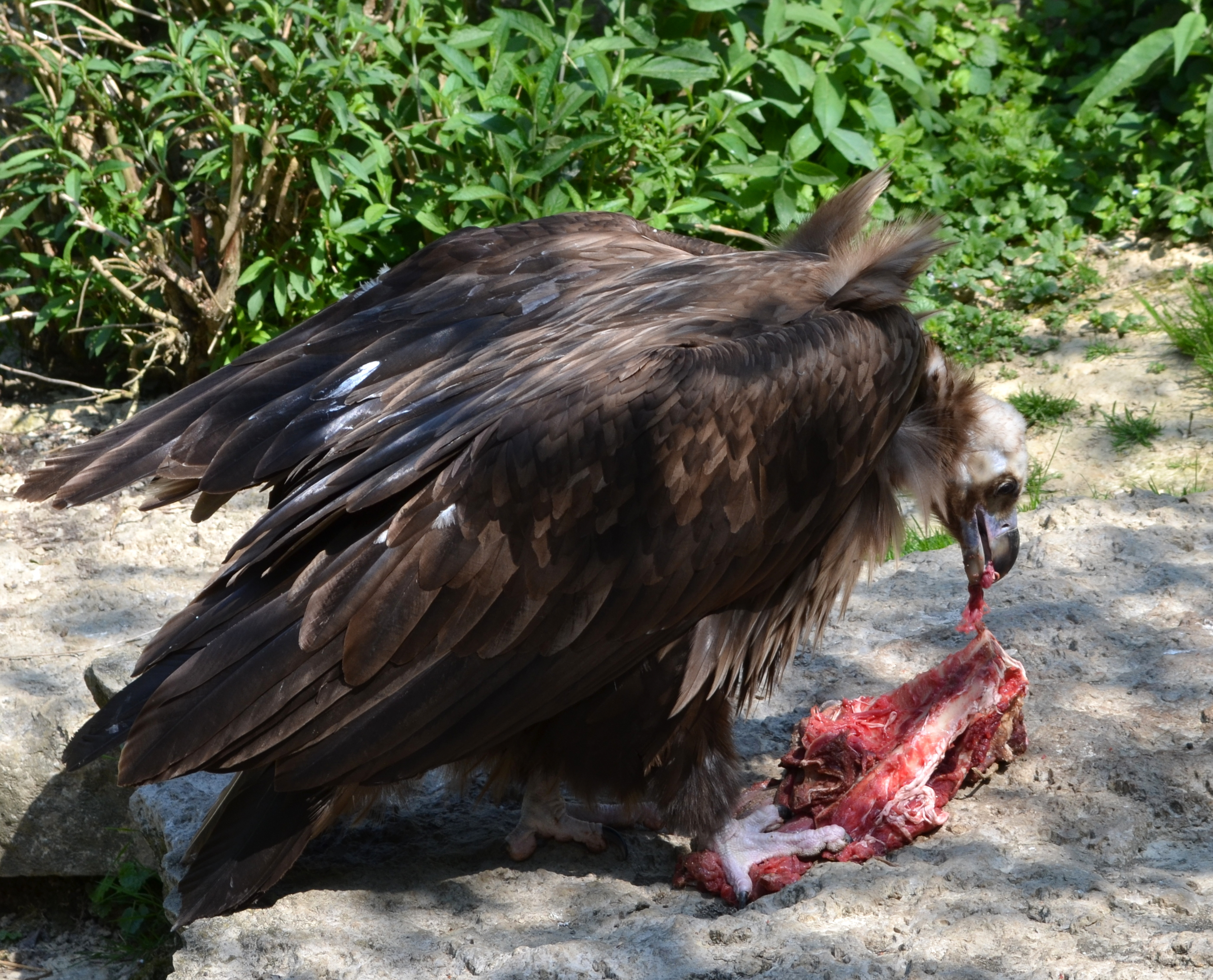
Mönchsgeier
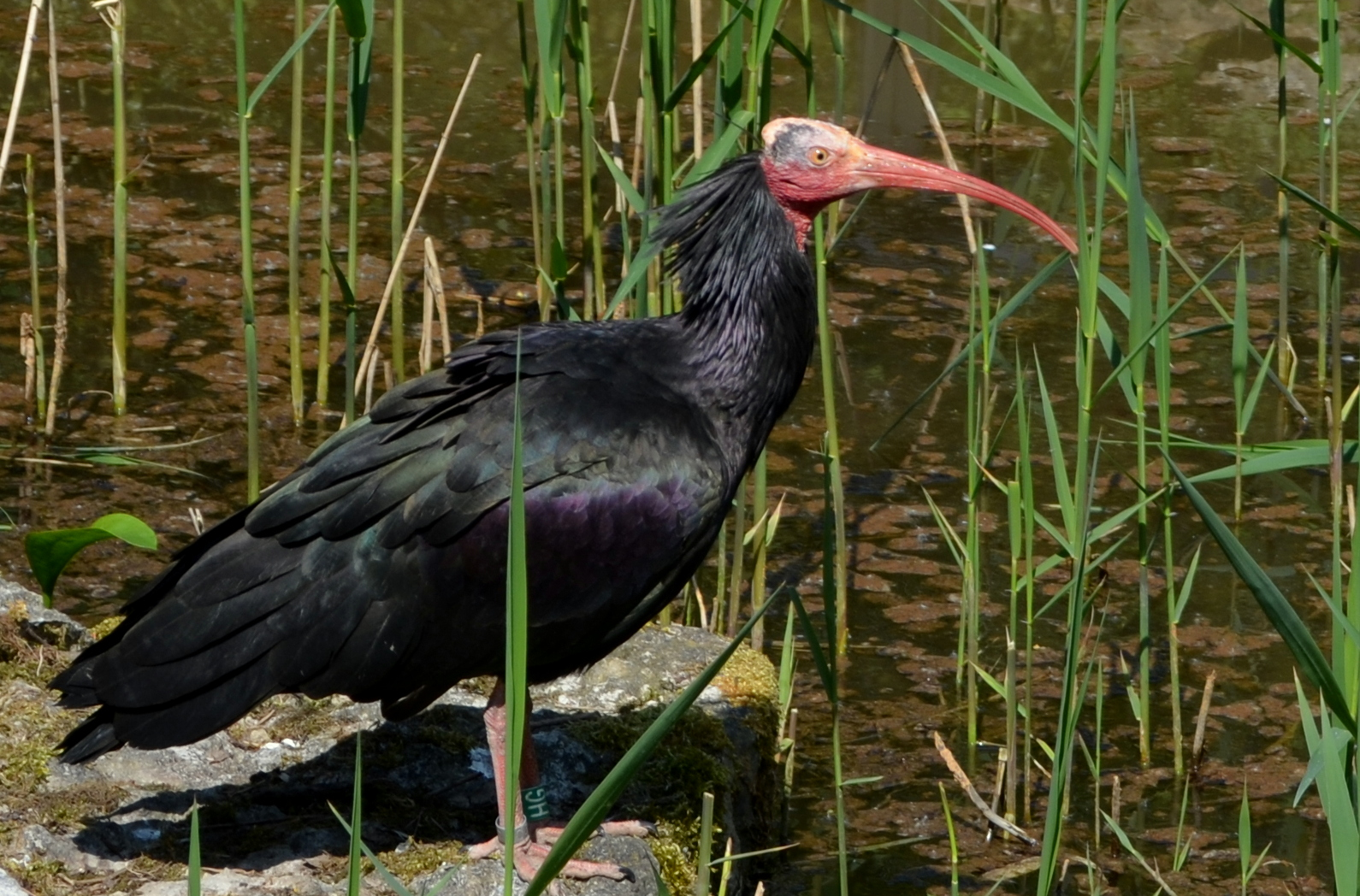
Waldrapp
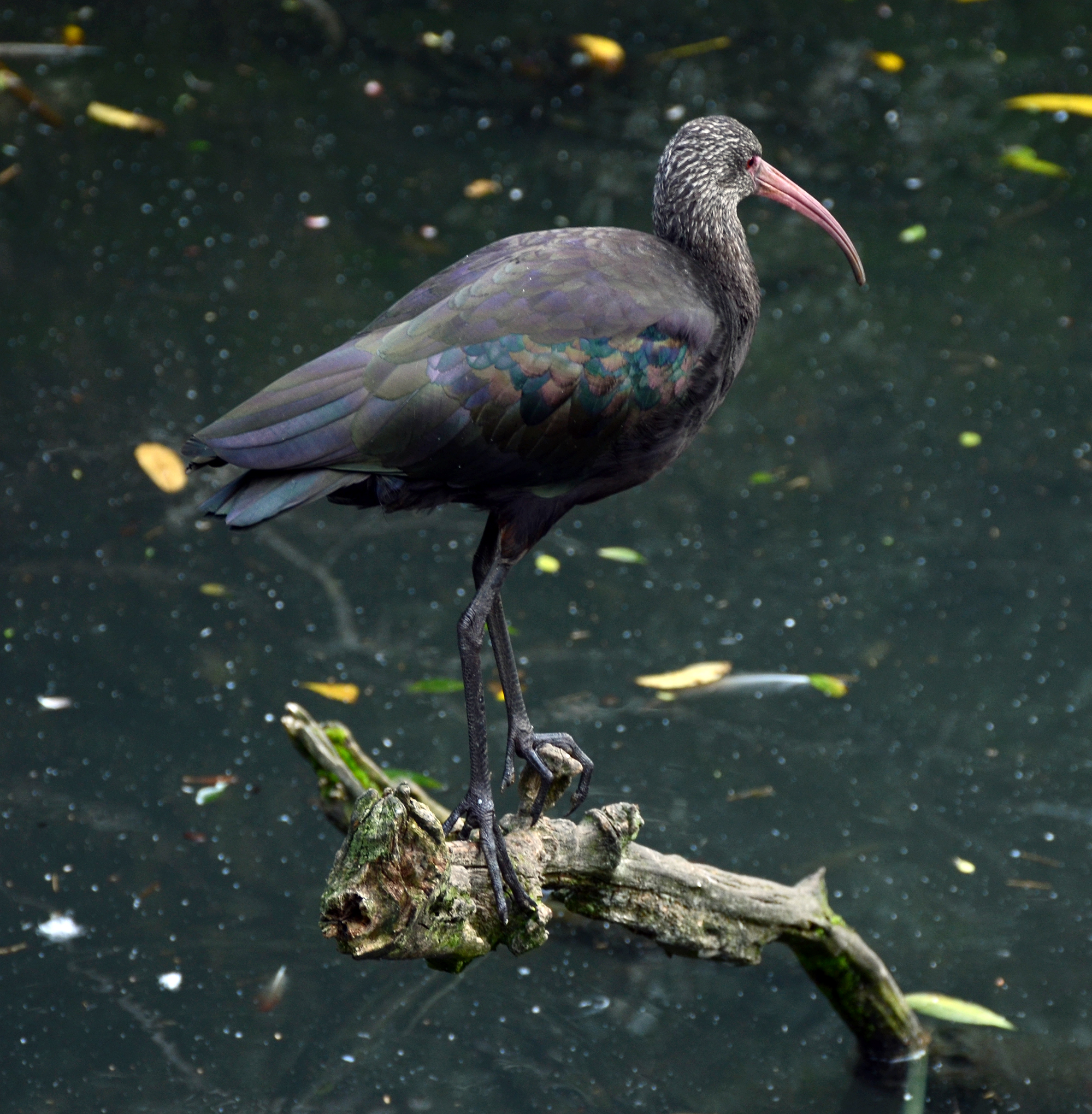
Punasichler
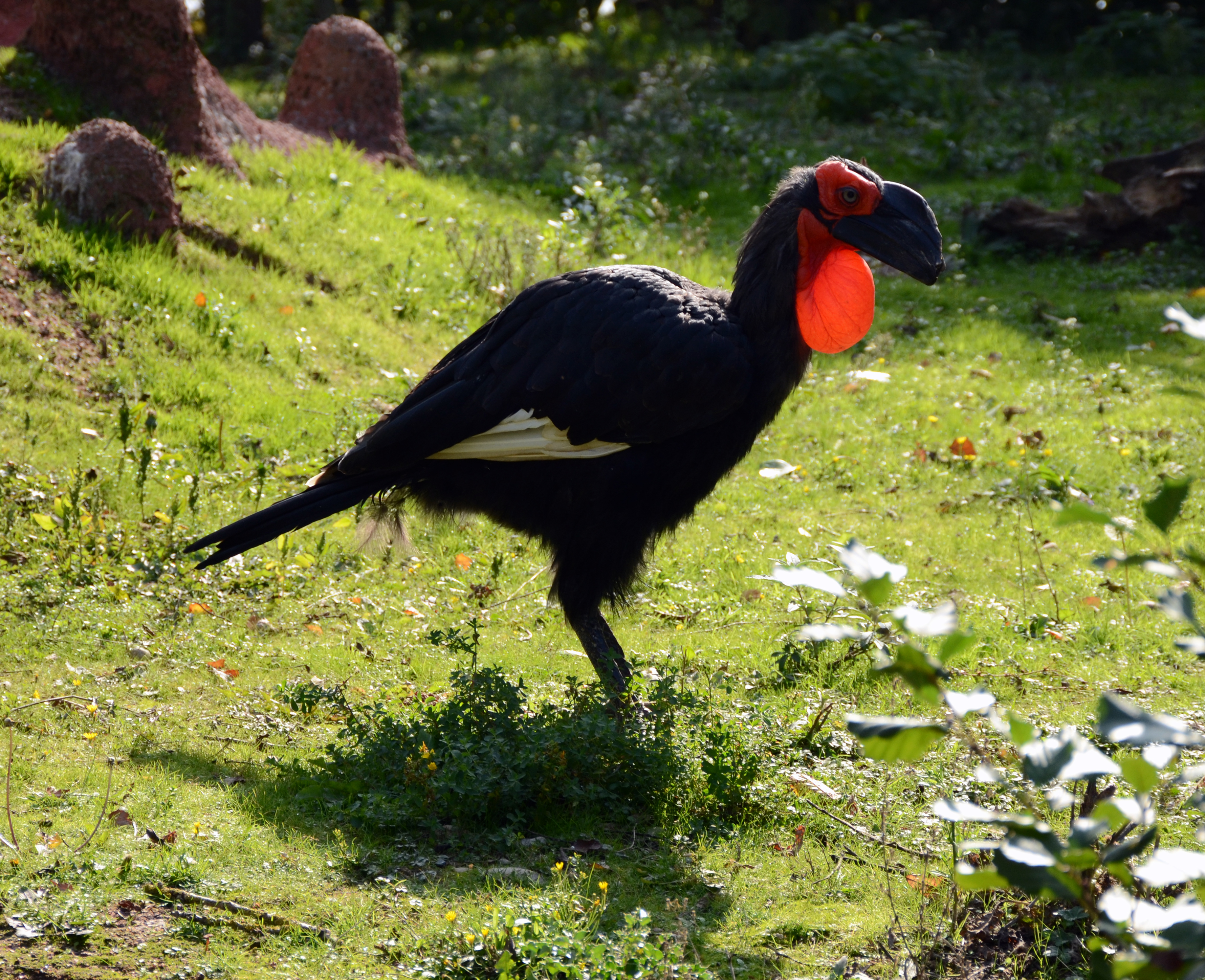
Rotgesicht-Hornrabe
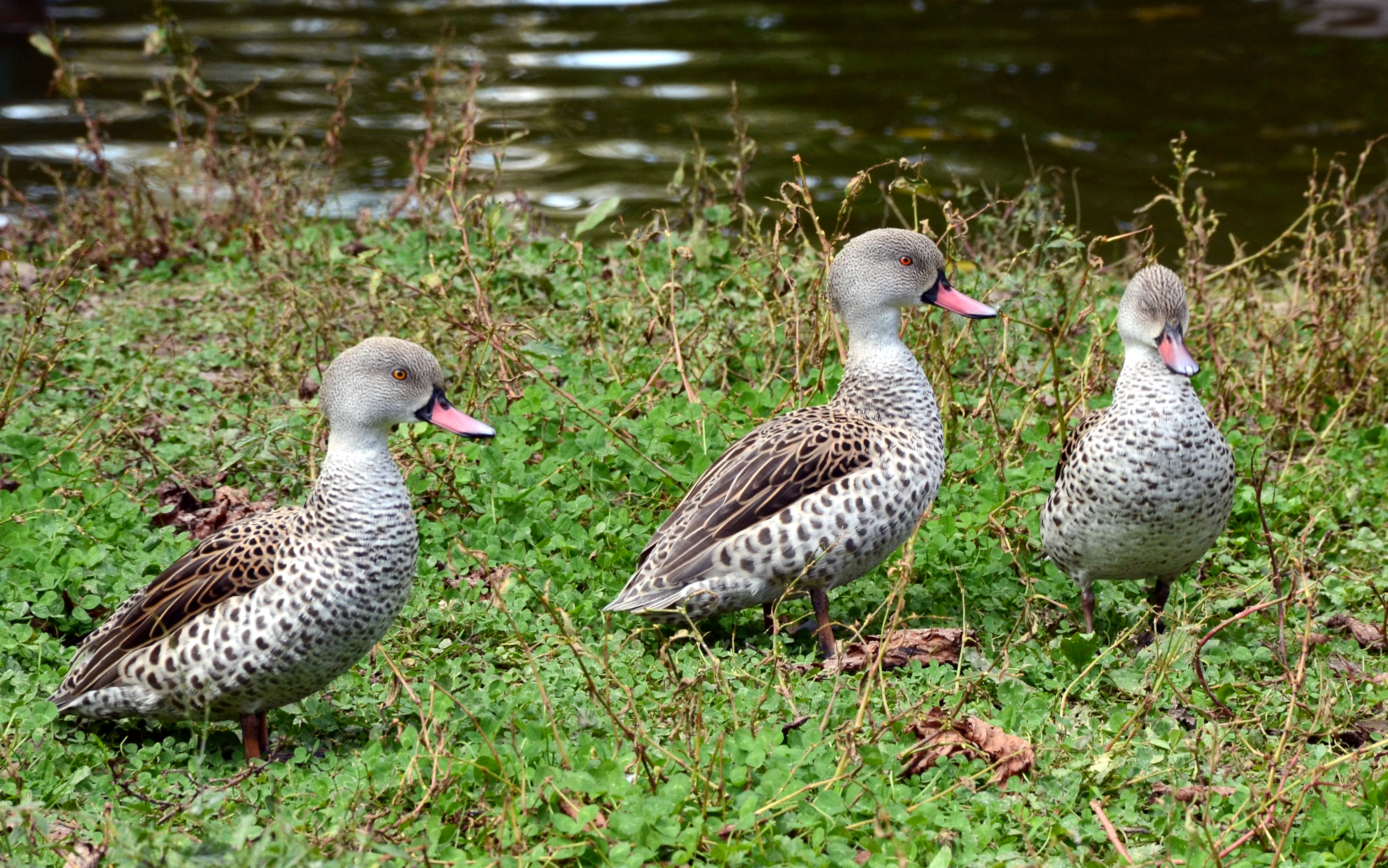
Fahlenten
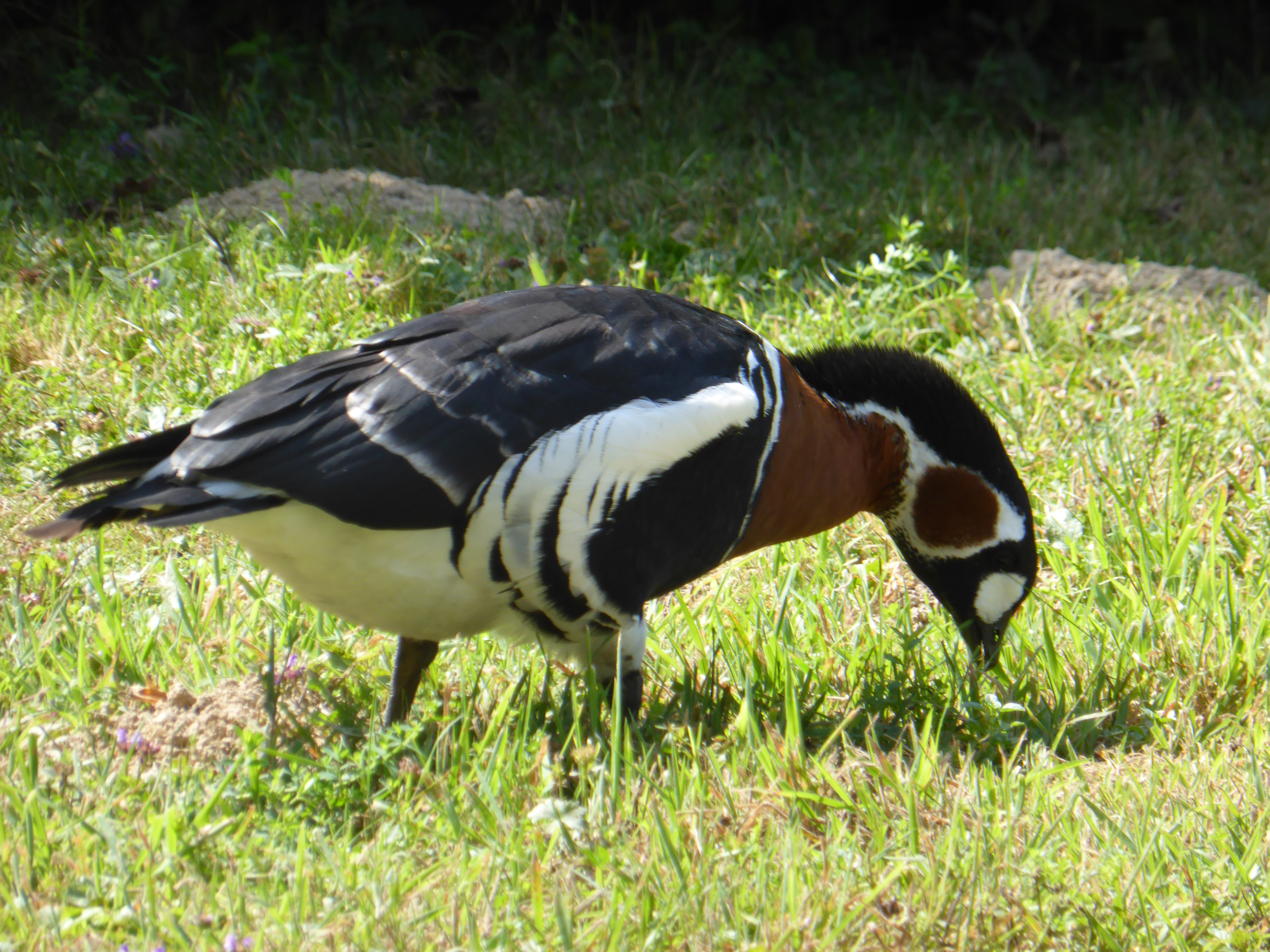
Rothalsgans
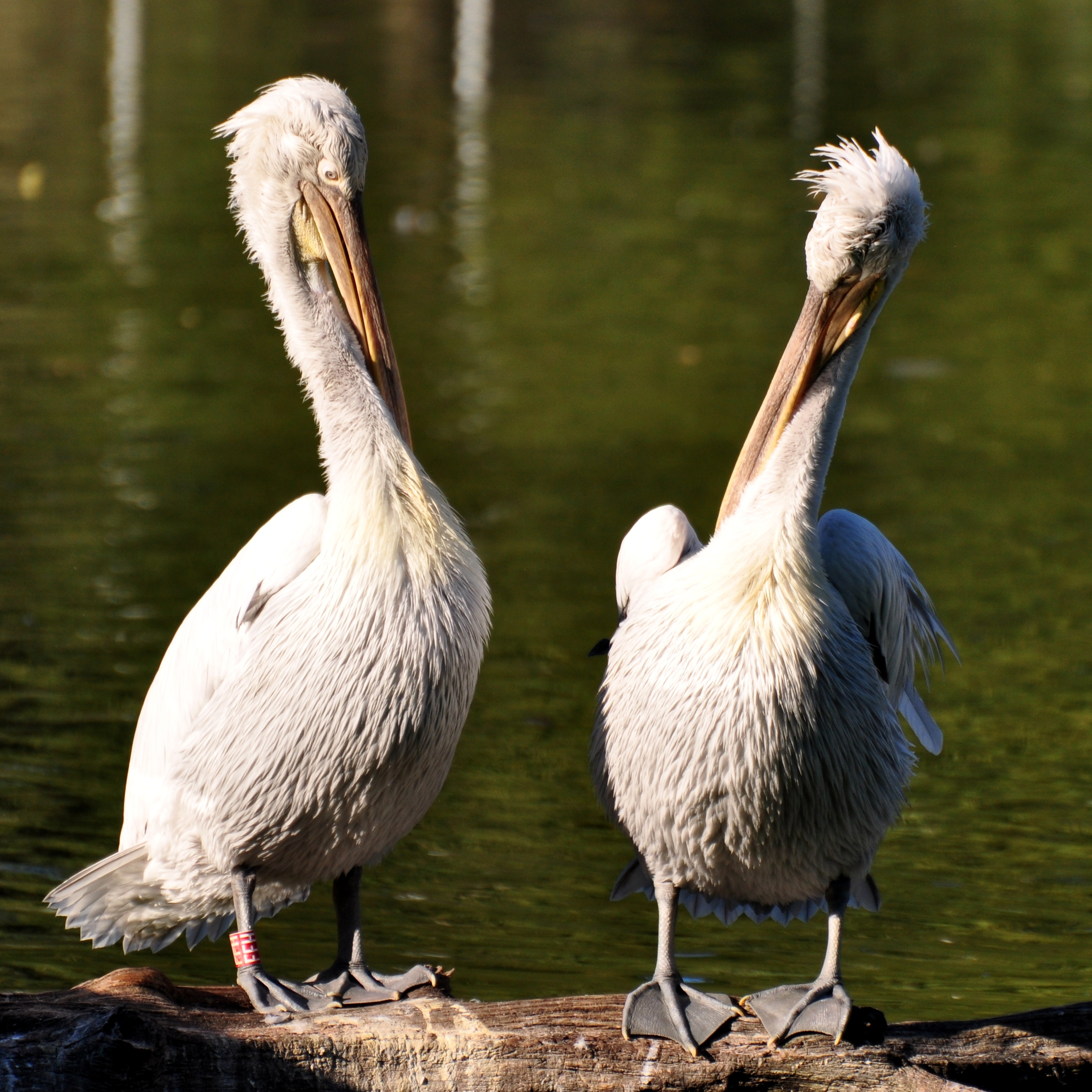
Krauskopfpelikane
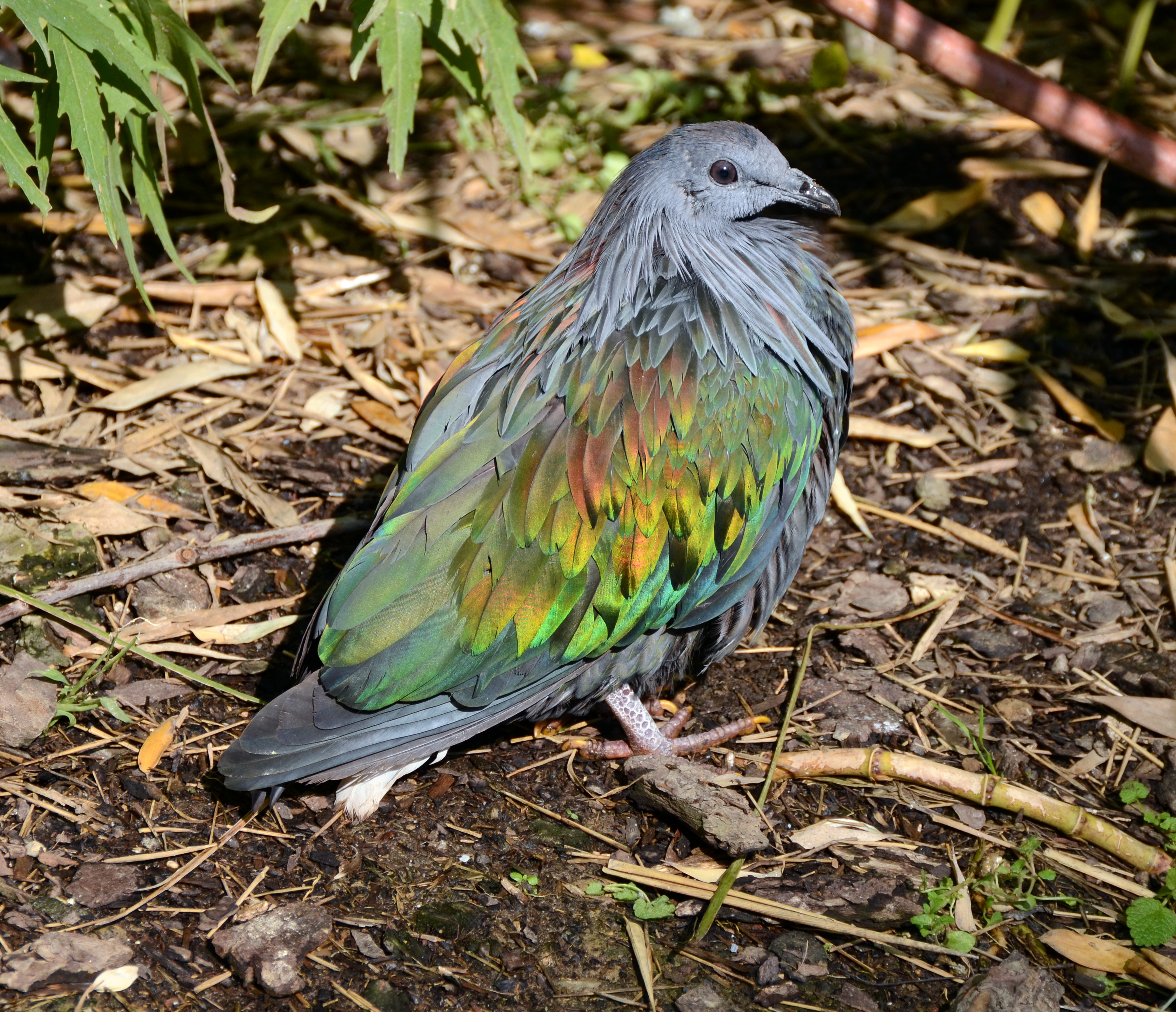
Kragentaube
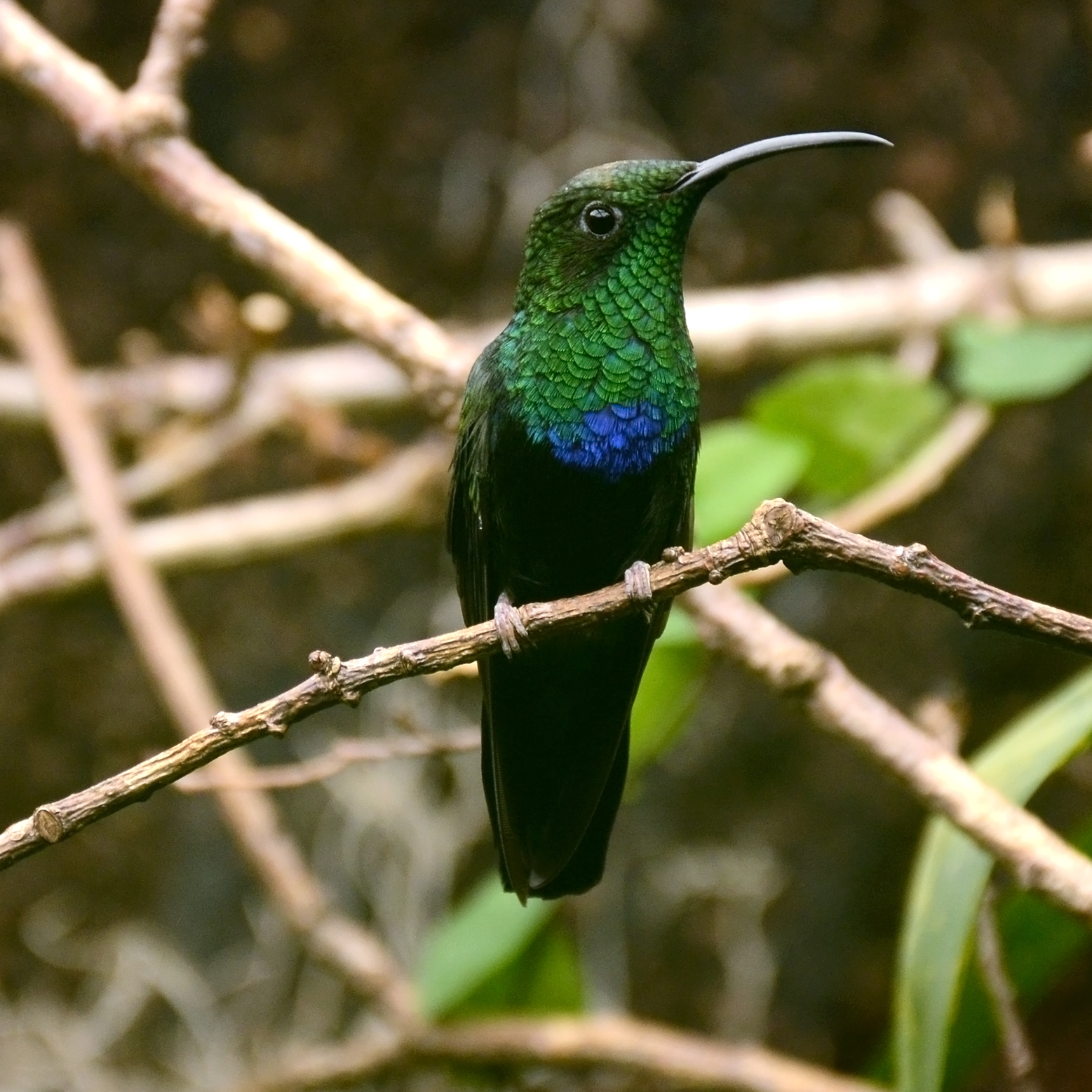
Blaustern-Antillenkolibri
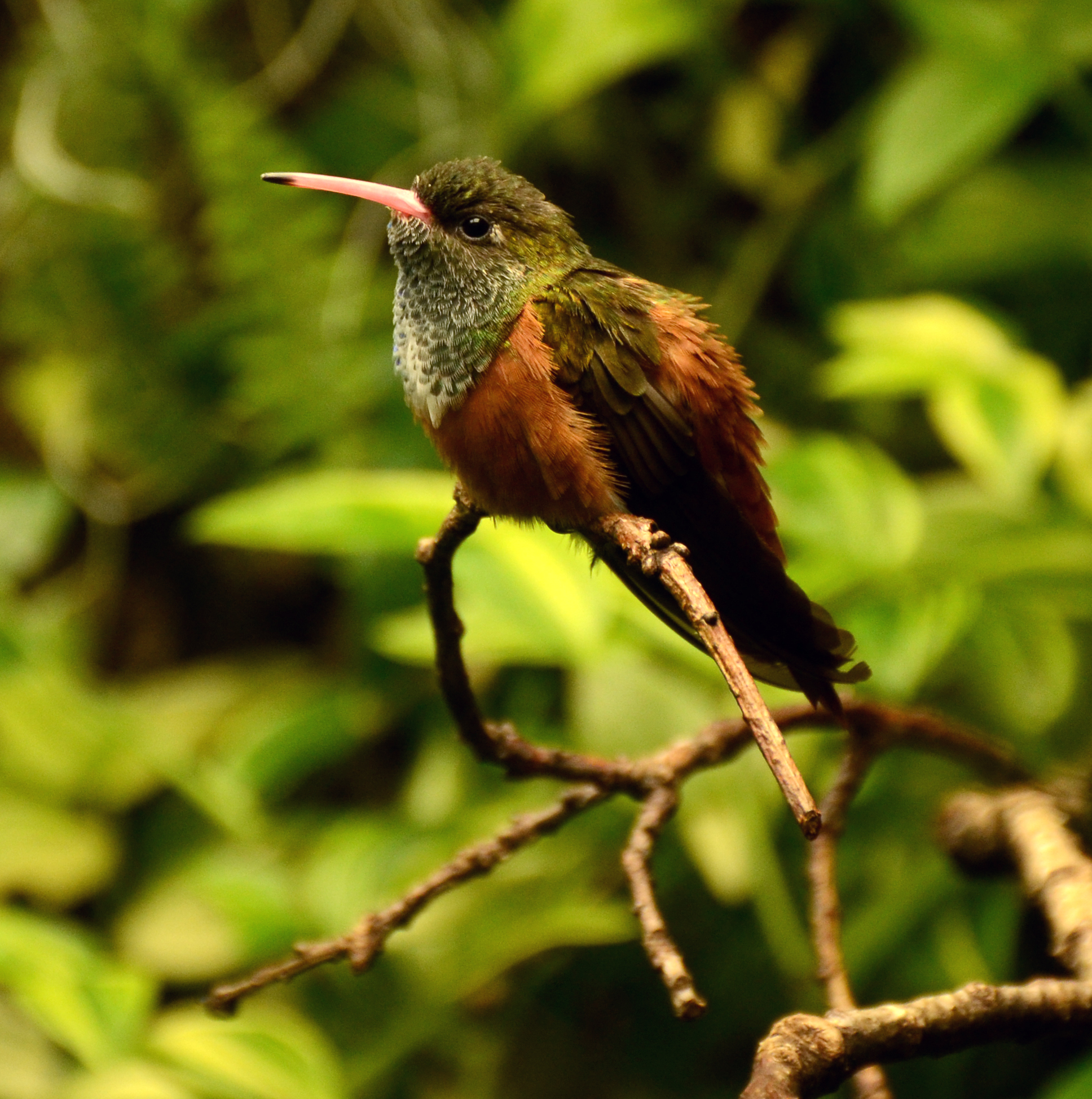
Rostbauchamazilie
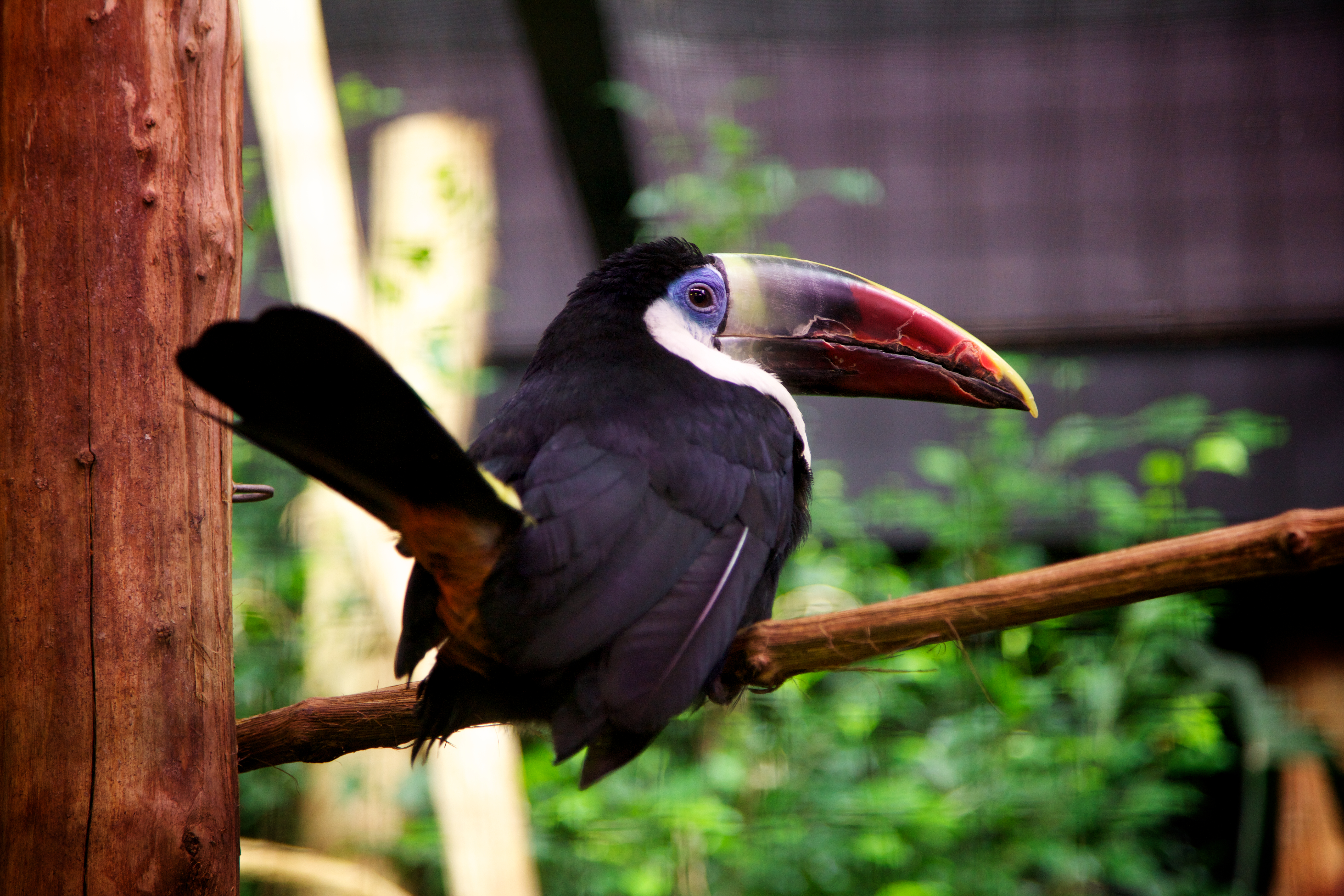
Weißbrusttukan
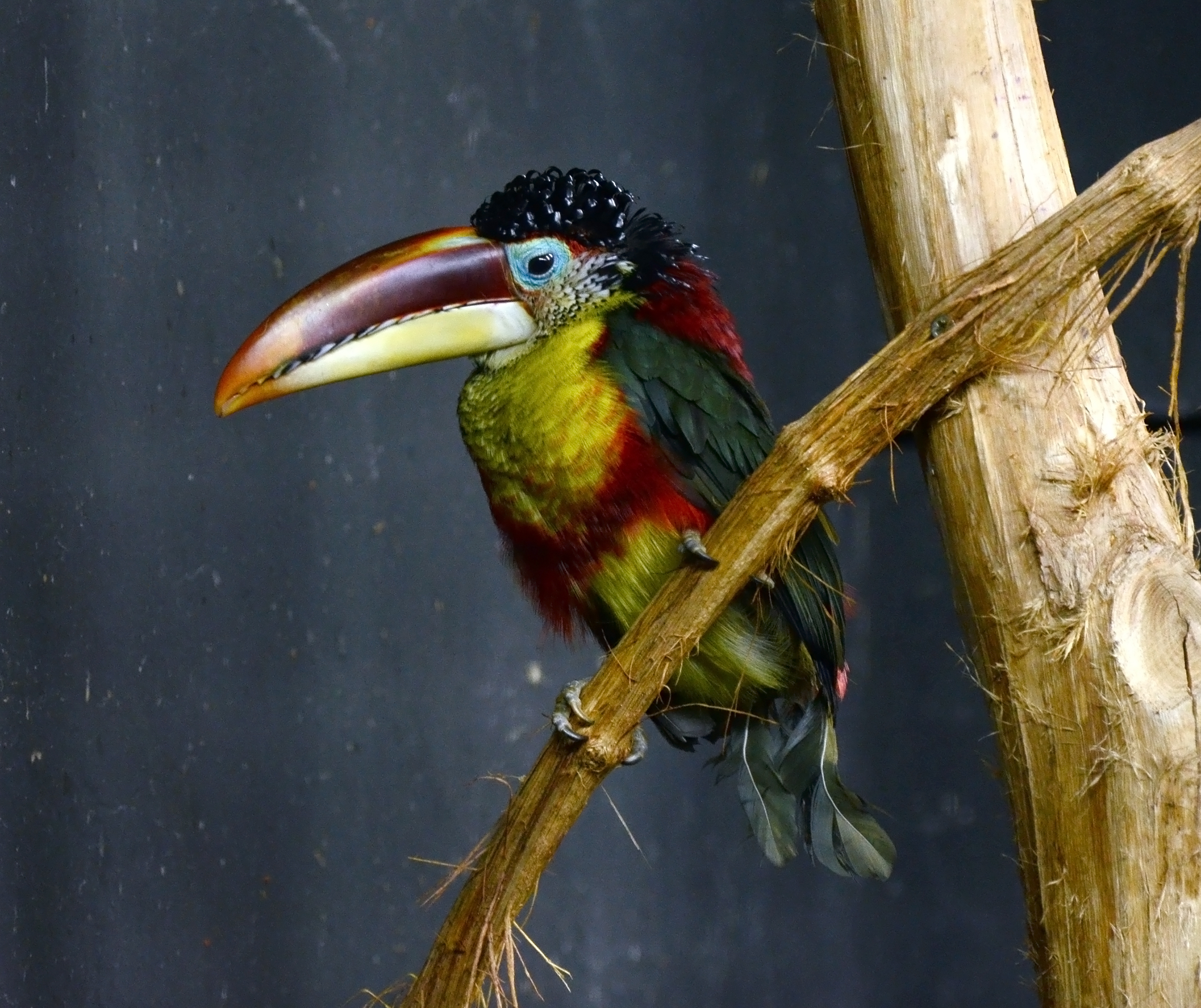
Krauskopfarassari
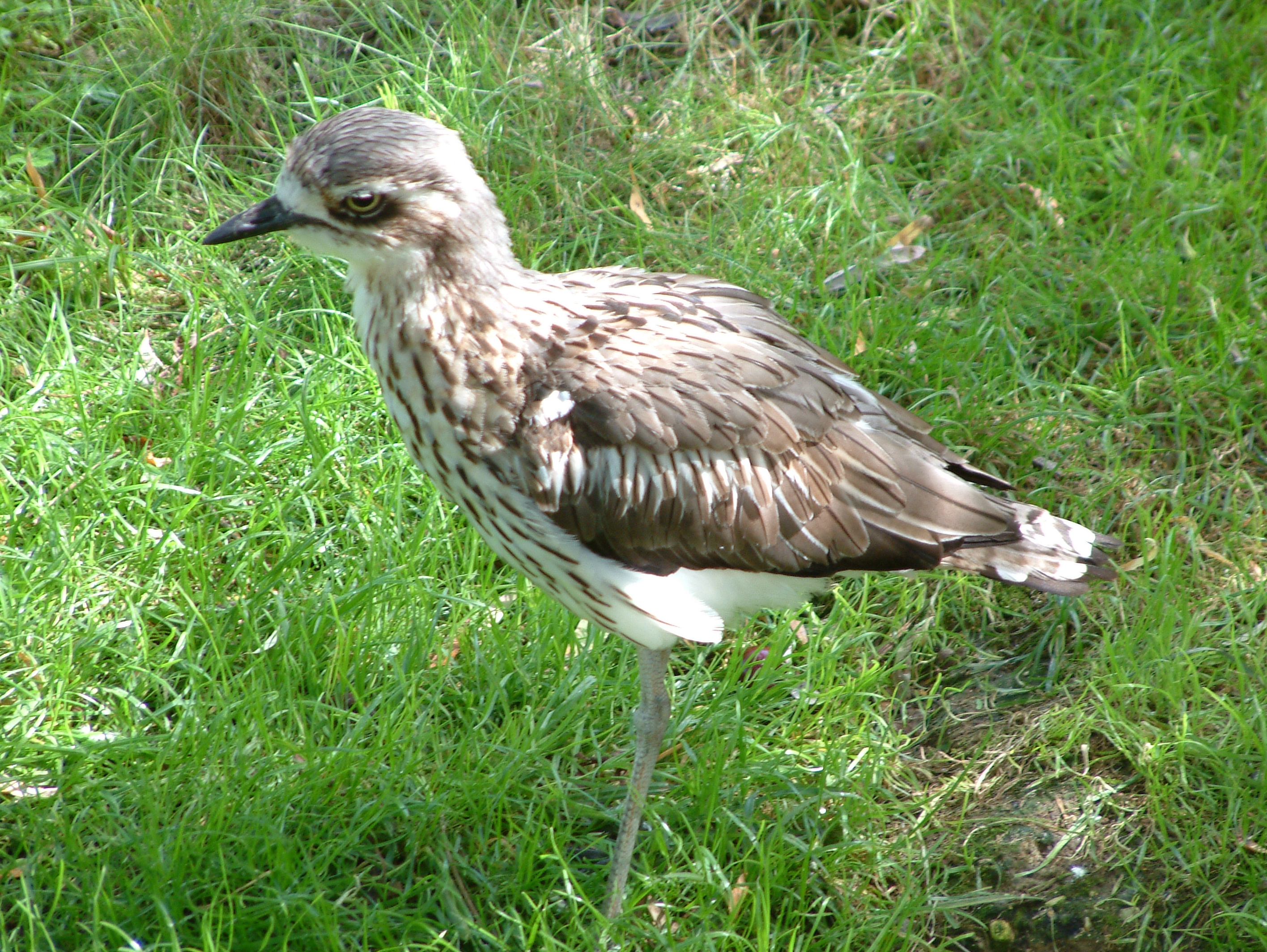
Langschwanztriel